# Короткошия черепаха Вікторії
Короткошия черепаха Вікторії (Emydura victoriae) — вид черепах з роду Короткошиї черепахи родини Змієшиї черепахи. Інша назва «червоноголова короткошия черепаха». Отримала назву по річці Вікторія.

## Опис
Загальна довжина карапакса досягає 30 см. Голова невелика та широка. Вусики рудиментарні. Карапакс овальний, куполоподібний. На ньому є спинний низький кіль якщо є. Пластрон довгий та вузький, що залишає велику частину карапакса незачиненим. Перетинка також вузька.
Забарвлення голови, шиї та кінцівок від сірого до оливково-сірого. З кожного боку шиї є 2 смуги помаранчево-рожевого кольору: одна від очей до шиї, друга від кінчика рота до шиї. Колір карапаксу коливається від коричневого або чорного кольору до оливково-коричневого. Пластрон й перетинка кремового кольору з рожевими плямами.

## Спосіб життя
Полюбляє ріки та великі струмки. Поживою є риба, молюски, ракоподібні, безхребетні.
Самиця відкладає до 12 яєць.

## Розповсюдження
Мешкає від плато Кімберлі у Західній Австралії до басейну р. Вікторія на Північній Території й суміжних районів північного заходу Квінсленда.